# 長坂氏
長坂氏（ながさかし）は、武家・士族だった日本の氏族。
甲斐源氏の出身で甲斐国長坂に住して長坂と称する。同族の甲斐源氏武田氏に仕えた。

## 源姓長坂氏
信濃守護小笠原氏の庶流である長坂氏は甲斐国巨摩郡長坂を本拠とした。長坂氏は光堅の代に武田氏の侍大将となり繁栄したが、子の昌国の代の1582年に戦国大名武田氏が滅び昌国も切腹し、長坂氏は滅びた。なお昌国の弟の今福昌常はその後、徳川氏に使え長坂氏の血脈は江戸時代に続いた。

## 三河長坂氏
信濃守護小笠原持長の三男・九郎守重が足利将軍家に仕え、山城国長坂村に住したことに始まる家とされているが真偽は定かではない。また平岩氏の系譜には零落した弓削氏の末裔・弓削氏信の長男氏重が平岩姓を、次男信重が長坂姓を、三男氏政が都築姓を名乗ったとある。平岩氏の本拠額田郡坂崎郷は長坂氏の本拠であった加茂郡大給城とは隣接しているため弓削氏が本姓ではないかと推測できる。
応仁・文明期に大給城を本拠としていた長坂新左衛門は松平信光と巴川で対峙し円山にて討死した。この戦いで松平郷の地侍であった松平氏が躍進し、清康期の三河統一への足がかりとなった。長坂信政は松平清康、広忠、家康の3代に仕え、その槍働きによって「血鑓九郎」の異名がついた。子孫は500石の旗本となり、信政から4代長坂信吉の次弟忠尚は本多忠政の家臣、末弟信次は1080石の旗本となり二丸御宮造宮の任をうけ、従五位下・丹波守に任官された。
長坂信政の弟長坂重次の孫長坂重吉は、舟戸藩主本多正重の娘を妻とした。重吉の長男本多正貫は本多正重の外孫として本多三弥左衛門家を継ぎ8000石の大身旗本となった。

## 系図
小笠原持長ー長坂守重ー信重ー信政ー信宅ー  一正（旗本500石）
　　　　　　　　　　　　　↓               ー  忠尚（桑名藩士）
　　　　　　　　　　　　　ー重次ー重信ー重吉ー本多正貫ー正直ー正永（老中・沼田藩主4万石）
　　　　　　　　　　　　　　　　　　　　　　　　　　　ー正綱ー正種ー松平乗真（大給藩主1万6千石）